# 拉尔蒂格
拉尔蒂格（法語：Lartigue，法語發音：[laʁtiɡ]）是法国热尔省的一个市镇，属于欧什区。

## 地理
拉尔蒂格（43°31'49"N, 0°43'14"E）面积14.89 平方千米，位于法国奧克西塔尼大區热尔省，该省份为法国西南部内陆省份，北起顺时针与洛特-加龙省、塔恩-加龙省、上加龙省、上比利牛斯省、大西洋比利牛斯省和朗德省接壤。
与拉尔蒂格接壤的市镇（或旧市镇、城区）包括：卡斯泰尔诺巴尔巴朗、法热阿巴蒂亚勒、欧利、萨拉蒙、塞梅济-卡尚、特拉韦塞尔。

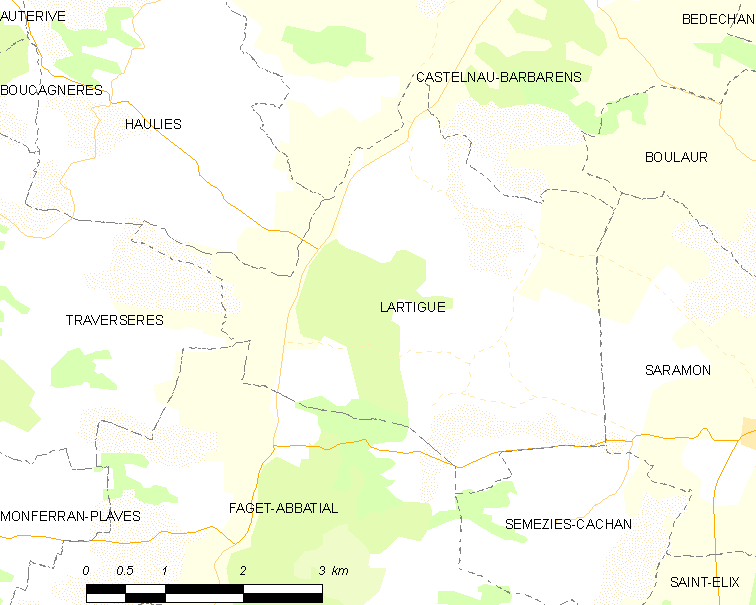
拉尔蒂格的OSM定位图

拉尔蒂格的时区为UTC+01:00、UTC+02:00（夏令时）。

## 行政
拉尔蒂格的邮政编码为32450，INSEE市镇编码为32198。

## 政治
拉尔蒂格所属的省级选区为阿斯塔拉克-日莫讷县。

## 人口

1962-2008年间拉尔蒂格人口变化图示

拉尔蒂格于2022年1月1日时的人口数量为196人。